# Xian de Jianli
Le xian de Jianli (chinois : 监利县 ; pinyin : jiānlì xiàn) est un district administratif de la province du Hubei en Chine. Il est placé sous la juridiction de la ville-préfecture de Jingzhou.

## Démographie
La population du district était de 1 420 754 habitants en 1999.